# Arturo Gatti
Arturo Gatti (ur. 15 kwietnia 1972, zm. 11 lipca 2009) – kanadyjski bokser pochodzenia włoskiego. W latach 1991–2007 walczył zawodowo. Był mistrzem świata IBF w wadze junior lekkiej (1995-1997) i WBC w wadze lekkopółśredniej (2004-2005). Czterokrotnie walka z jego udziałem została wyróżniona przez magazyn „The Ring” tytułem „walki roku” (1997, 1998, 2002 i 2003).

## Kariera zawodowa
Urodził się we Włoszech, w Kalabrii. Dorastał w Montrealu. Jako nastolatek przeprowadził się do Jersey City. Był członkiem bokserskiej reprezentacji Kanady i planował wystąpić na Letnich Igrzyskach Olimpijskich w 1992 roku, jednak w wieku 19 lat (w 1991 roku) zdecydował się przejść na zawodowstwo. 17 listopada 1992 stoczył swoją pierwszą profesjonalną walkę.
W 1995 roku został mistrzem IBF w wadze juniorlekkiej, pokonując Tracy’ego Harrisa Pattersona. Tytuł obronił trzykrotnie, po czym w 1997 roku przeszedł do wyższej kategorii lekkiej. Od 1999 roku walczył w wadze lekkopółśredniej. W latach 2002–2003 stoczył trzy walki przeciwko Micky’emu Wardowi (dwie wygrane, jedna przegrana), z których pierwsza i trzecia zostały uznane za walkę roku.
W 2004 roku zdobył wakujące mistrzostwo WBC w wadze lekkopółśredniej, pokonując Gianlucę Branco. Tytuł obronił dwukrotnie. W 2005 roku utracił go po porażce z Floydem Mayweatherem. Bezskutecznie próbował go odzyskać rok później, przegrywając przez TKO z Carlosem Manuelem Baldomirem. W 2007 roku, po kolejnej porażce przed czasem z rąk Alfonso Gómeza, zakończył karierę.
Dan Rafael, krytyk pięściarstwa, powiedział o Gattim: „Było wielu bardziej utalentowanych pięściarzy, było wielu lepszych puncherów, było wielu pięściarzy bardziej utytułowanych, ale nikt nie miał większego serca do walki niż Arturo Gatti”.

## Śmierć
11 lipca 2009 Gatti został znaleziony martwy w hotelu w Ipojuca (Brazylia), gdzie przebywał na wakacjach ze swoją żoną, Amandą Rodrigues, oraz ich dziesięciomiesięcznym synem. Początkowo brazylijska policja podejrzewała morderstwo, a głównym podejrzanym była żona boksera (para planowała separację). Ostatecznie orzeczono, że Gatti popełnił samobójstwo. Wyniki brazylijskiego śledztwa podważyły kanadyjskie władze, które prowadzą własne dochodzenie, z jego wynikami nie zgodziła się też rodzina pięściarza. W 2011 roku sprawa wciąż pozostawała niewyjaśniona.